# Gewährträger
Gewährträger ist im öffentlichen Recht die Bezeichnung für eine Gebietskörperschaft, die eine Anstalt des öffentlichen Rechts errichtet hat, kraft Anstaltslast hierfür die Verantwortung übernimmt und für deren Verbindlichkeiten haftet.

## Allgemeines
Anstalten des öffentlichen Rechts sind juristische Personen des öffentlichen Rechts, die im Rahmen des Selbstverwaltungsprinzips errichtet werden und zur mittelbaren Staatsverwaltung gehören. So sieht § 114a Abs. 1 GemO NRW vor, dass Gemeinden Unternehmen und Einrichtungen in der Rechtsform einer Anstalt des öffentlichen Rechts errichten dürfen. Für Anstalten gelten im Hinblick auf ihre Struktur und Beziehung zum Träger nicht handelsrechtliche Bestimmungen, sondern spezifische Bestimmungen des öffentlichen und Verwaltungsrechts; eine weitere Rechtsgrundlage bilden ihre Satzungen. Da es sich bei den Anstalten um rechtlich selbständige Organisationseinheiten der Gebietskörperschaften handelt, ist für Geschäftspartner und insbesondere Gläubiger der Anstalt die Frage zu klären, ob und inwieweit neben der Anstalt auch ihr Träger für die Rückzahlung eingegangener Verbindlichkeiten haftet. Bei privatrechtlich organisierten Unternehmen ergibt sich diese Frage aus dem Gesellschaftsrecht, wonach entweder die Haftung auf das eingezahlte Kapital begrenzt (Kapitalgesellschaften) oder darüber hinaus ein Rückgriff auf die Gesellschafter möglich ist (Personengesellschaften).

## Gewährträgerhaftung
Während die Anstaltslast bei Anstalten einen schadensvorbeugenden Charakter aufweist, wirkt die Gewährträgerhaftung eher schadensbeseitigend. Der Gewährträger haftet subsidiär, unmittelbar und unbegrenzt für die Verbindlichkeiten seiner Anstalt. Subsidiär bedeutet, dass Gläubiger zunächst erfolglos versucht haben müssen, ihre Forderungen von der Anstalt einzutreiben; erst dann ist ein Rückgriff auf den Gewährträger möglich. Unmittelbar ist seine Haftung deshalb, weil er direkt durch den Gläubiger in Anspruch genommen werden kann, wenn eine Befriedigung aus dem Vermögen der Anstalt nicht mehr möglich ist. Unbegrenzt bedeutet, dass der Gewährträger mit seinem gesamten Vermögen haften muss. Sofern nicht in der jeweiligen Satzung geregelt, ist die Gewährträgerhaftung gesetzlich vorgesehen (z. B. § 114a Abs. 5 GemO NRW). Hiernach haftet die Gemeinde für die Verbindlichkeiten der Anstalt unbeschränkt, soweit nicht Befriedigung aus deren Vermögen zu erlangen ist.

## Einfluss
Gewährträgerhaftung und Anstaltslast bilden das nach deutschem öffentlichem Verwaltungsorganisationsrecht typische Haftungssystem für öffentliche Unternehmen in der Rechtsform der Anstalt des öffentlichen Rechts. Der Gewährträger erlässt die Satzung der Anstalt, die deren Rechtsverhältnisse regelt. Der Einfluss des Gewährträgers auf seine Anstalt ist groß, denn er ist durch „geborene“ (also satzungsgemäß vorgesehene) Beschäftigte seiner Körperschaft im Aufsichtsrat oder Verwaltungsrat (meist als Vorsitzender) der Anstalt vertreten. Diese Organe wiederum berufen den Vorstand der Anstalt. Dadurch ist der Einfluss der Körperschaft auch auf die Geschäftspolitik ihrer Anstalt sichergestellt. Wie groß der Einfluss ist, zeigen die landesrechtlich verankerten Sparkassengesetze. So hat der Träger die Satzung zu erlassen (§ 6 Abs. 2 SpkG NRW), die Genehmigung zur Bestellung des Vorstands zu erteilen (§ 15 Abs. 2a SpkG NRW) und über die Entlastung der Organe zu beschließen (§ 8 Abs. 2f SpkG NRW). Außerdem beschließt der Verwaltungsrat die Richtlinien der Geschäftspolitik. Nach § 11 Abs. 1 SpkG NRW wählt die Vertretung des Trägers eines ihrer Mitglieder oder den Hauptverwaltungsbeamten zum vorsitzenden Mitglied des Verwaltungsrates. Ähnliche Einflussregelungen der Träger finden sich in den Satzungen ihrer Anstalten.

## Organisation
Anstalten des öffentlichen Rechts sind – wie ihre Träger – streng hierarchisch strukturiert. Es gibt sie als bundesunmittelbare, landesunmittelbare und kommunale Anstalten. Träger und Gewährträger ist dann jeweils der Bund, ein Bundesland oder eine Gemeinde. Beispiele für die Bundesebene sind Deutsche Welle, auf Landesebene die öffentlichen Rundfunkanstalten wie der WDR, auf Gemeindeebene etwa Kommunalunternehmen wie Abwasser- oder Abfallwirtschaft. Der Träger übt meist sowohl die Fach- als auch die Rechtsaufsicht über seine Anstalten aus.

## Regelung bei Sparkassen und Landesbanken
Bis zur Brüsseler Konkordanz im Juli 2001 hafteten die kommunalen Gewährträger bzw. Bundesländer auch subsidiär und unbegrenzt für die Verbindlichkeiten der Sparkassen/Landesbanken. Aus beihilferechtlichen Gründen wurde diese Gewährträgerhaftung bei Sparkassen und Landesbanken abgeschafft. Nach § 7 Abs. 1 SpkG NRW ist das Trägerkapital Teil des Eigenkapitals der Sparkasse, nach § 7 Abs. 2 SpkG NRW ist nunmehr die Haftung des Trägers auf das nicht voll eingezahlte Trägerkapital beschränkt, der Träger haftet im Übrigen ausdrücklich nicht für die Verbindlichkeiten der Sparkasse. Ausnahmeregelungen bestehen lediglich noch für Förderbanken wie etwa die KfW Bankengruppe.